# Dasychira confusa
Dasychira confusa är en fjärilsart som beskrevs av Bremer 1861. Dasychira confusa ingår i släktet Dasychira och familjen tofsspinnare. Inga underarter finns listade i Catalogue of Life.